# 山田助作
山田 助作（やまだ すけさく、1886年2月28日 - 1947年9月3日）は、日本の政治家。衆議院議員（2期）。

## 経歴
新潟県出身。1908年、盛岡高等農林学校(現・岩手大学農学部)卒。農業を営み、西蒲原郡農会長、所得税調査委員、新潟県農工銀行監査役、北越商業銀行、新潟電鉄各(株)取締役、新潟新聞社長となる。
1924年の第15回衆議院議員総選挙において新潟4区(小選挙区制)から憲政会公認で立候補して初当選。1928年の第16回衆議院議員総選挙には立候補しなかった。1932年の第18回衆議院議員総選挙では新潟1区から立憲民政党公認で立候補して(無投票)4年ぶりに復帰した。1936年の第19回衆議院議員総選挙には立候補せず引退した。1947年死去。